# Linea Tanimachi
La linea Tanimachi (谷町線?, Tanimachi-sen), anche chiamata linea 2 o linea T per via della lettera con cui sono indicate le stazioni, è una delle linee della metropolitana di Osaka, nella città di Osaka, in Giappone. La linea scorre da nord a sud nella parte orientale della città, quasi completamente in sotterraneo, mentre la parte centrale della linea corre sotto la Tanimachi-suji, una grande strada di scorrimento, e passa nei pressi dell'edificio della prefettura di Osaka e di alcuni templi buddisti. Il colore della linea è il viola reale (京紫?, kyō-murasaki), derivato dal colore delle kasaya vestite dai monaci buddisti.

## Storia

### Costruzione
Sulla base del piano della linea realizzato nel 1927, la linea Tanimachi doveva in origina seguire la strada Matsuyamachi-suji (a ovest della Tanimachi-suji), e doveva collegarsi direttamente con la linea Midōsuji presso la stazione di Umeda. Per questo venne realizzato un tunnel in quest'ultima stazione, che però ebbe un destino avverso con crolli e altri incidenti. Per questo la rotta fu modificata, creando la stazione di Higashi-Umeda, mentre il tunnel predisposto fu utilizzato a partire dal 1989 per la linea Midosuji, in quanto questo permetteva di aumentare la superficie della piattaforma per affrontare l'enorme affollamento della stazione.
Sopra il percorso della linea, molti canali interrati di Osaka vennero pesantemente danneggiati, causando diversi problemi, fra cui il seccamento di diversi famosi pozzi. Nel 1970 durante i lavori di costruzione della stazione di Tenjimbashisuji Rokuchōme si verificò una grave esplosione di gas che causò la morte di diversi operai nel cantiere. Questo incidente fu noto come "l'Incidente Ten-Roku" (天六ガス爆発事故) in Giappone.

## Fermate
| Codice | Stazione                          | Giapponese         | Distanza interm. | Distanza totale | Collegamenti | Posizione           | Posizione |
| ------ | --------------------------------- | ------------------ | ---------------- | --------------- | --- | ------------------- | --------- |
| T11    | Dainichi                          | 大日               | -                | 0.0             | Monorotaia di Ōsaka | Moriguchi           | Moriguchi |
| T12    | Moriguchi                         | 守口               | 2.0              | 2.0             | | Moriguchi           | Moriguchi |
| T13    | Taishibashi-Imaichi               | 太子橋今市         | 0.9              | 2.9             | Linea Imazatosuji | Asahi-ku            | Osaka     |
| T14    | Sembayashi-Ōmiya                  | 千林大宮           | 0.7              | 3.6             | | Asahi-ku            | Osaka     |
| T15    | Sekime-Takadono                   | 関目高殿           | 1.8              | 5.4             | | Asahi-ku            | Osaka     |
| T16    | Noe-Uchindai                      | 野江内代           | 1.0              | 6.4             | | Miyakojima-ku       | Osaka     |
| T17    | Miyakojima （Municipio di Osaka） | 都島               | 1.3              | 7.7             | | Miyakojima-ku       | Osaka     |
| T18    | Tenjimbashisuji Rokuchōme         | 天神橋筋六丁目     | 0.9              | 8.6             | Linea Sakaisuji ● Linea Hankyū Senri | Kita-ku             | Osaka     |
| T19    | Nakazakichō                       | 中崎町             | 1.0              | 9.6             | | Kita-ku             | Osaka     |
| T20    | Higashi-Umeda                     | 東梅田             | 0.9              | 10.5            | Linea Midōsuji (Umeda) Linea Yotsubashi (Nishi-Umeda) ● Linea principale Hanshin ● Linea Hankyū Kōbe ● Linea Hankyū Takarazuka ● Linea Hankyū Kyōto ■ Linea principale Tōkaidō ■ Linea JR Kyōto ■ Linea Circolare di Ōsaka ■ Linea Yamatoji ■ Linea Fukuchiyama (Linea JR Takarazuka) (presso Osaka) ■ Linea Tōzai (Kitashinchi) | Kita-ku             | Osaka     |
| T21    | Minami-Morimachi                  | 南森町             | 1.2              | 11.7            | Linea Sakaisuji ■ Linea JR Tōzai (Ōsakatemmangū) | Kita-ku             | Osaka     |
| T22    | Temmabashi                        | 天満橋             | 1.2              | 12.9            | ● Linea principale Keihan ● Linea Keihan Nakanoshima | Chūō-ku             | Osaka     |
| T23    | Tanimachi Yonchōme                | 谷町四丁目         | 1.0              | 13.9            | Linea Chūō | Chūō-ku             | Osaka     |
| T24    | Tanimachi Rokuchōme               | 谷町六丁目         | 1.8              | 15.7            | Linea Nagahori Tsurumi-ryokuchi | Chūō-ku             | Osaka     |
| T25    | Tanimachi Kyūchōme                | 谷町九丁目         | 1.3              | 17.0            | Linea Sennichimae Linea Kintetsu Ōsaka (Ōsaka Uehommachi) Namba (Ōsaka Uehommachi) | Tennōji-ku          | Osaka     |
| T26    | Shitennōji-mae Yūhigaoka          | 四天王寺前夕陽ヶ丘 | 1.3              | 18.3            | | Tennōji-ku          | Osaka     |
| T27    | Tennōji                           | 天王寺             | 1.2              | 19.5            | Linea Midosuji ■ Linea Circolare di Ōsaka ■ Linea principale Kansai ■ Linea Yamatoji ■ Linea Hanwa Linea Kintetsu Minami-Ōsaka (Ōsaka Abenobashi) ■ Linea Umemachi (tram) | Tennōji-ku          | Osaka     |
| T28    | Abeno                             | 阿倍野             | 1.9              | 21.4            | ■ Linea Umemachi (tram) | Abeno-ku            | Osaka     |
| T29    | Fuminosato                        | 文の里             | 1.6              | 23.0            | | Abeno-ku            | Osaka     |
| T30    | Tanabe                            | 田辺               | 1.5              | 24.5            | | Higashisumiyoshi-ku | Osaka     |
| T31    | Komagawa-Nakano                   | 駒川中野           | 1.5              | 24.5            | | Higashisumiyoshi-ku | Osaka     |
| M32    | Hirano                            | 平野               | 1.5              | 24.5            | | Hirano-ku           | Osaka     |
| T33    | Kire-Uriwari                      | 喜連瓜破           | 1.5              | 24.5            | | Hirano-ku           | Osaka     |
| T34    | Deto                              | 出戸               | 1.5              | 24.5            | | Hirano-ku           | Osaka     |
| T35    | Nagahara                          | 長原               | 1.5              | 24.5            | | Hirano-ku           | Osaka     |
| T36    | Yao-minami                        | 八尾南             | 1.5              | 24.5            | | Yao                 | Yao       |